# Nenê (ur. 1981)
Nenê, właśc. Anderson Luiz de Carvalho (ur. 19 lipca 1981 w Jundiaí) – brazylijski piłkarz, występujący na pozycji pomocnika lub napastnika. Obecnie jest zawodnikiem klubu Juventude.

## Kariera klubowa
Nenê były zawodnik RCD Espanyol. Przez trzy sezony występował w AS Monaco. Latem 2010 podpisał kontrakt z Paris Saint-Germain. Już przed sezonem 2012/2013 mówiło się, że Brazylijczyk chce wrócić do ojczyzny i dołączyć do Santosu FC, jednak do transferu nie doszło, a 12 stycznia 2013 napastnik przyjął ofertę z katarskiego klubu Al-Gharafa. PSG zaakceptowało ofertę za napastnika. W lutym 2015 podpisał półroczny kontrakt z londyńskim West Ham United.

## Statystyki
Statystyki aktualne na dzień 15 września 2019.
| Klub                | Sezon              | Liga               | Liga    | Liga   | Puchar krajowy | Puchar krajowy | Puchar kontynentalny | Puchar kontynentalny | Inne    | Inne   | Łącznie | Łącznie |
| Klub                | Sezon              | Rozgrywki          | Występy | Bramki | Występy        | Bramki         | Występy              | Bramki               | Występy | Bramki | Występy | Bramki  |
| ------------------- | ------------------ | ------------------ | ------- | ------ | -------------- | -------------- | -------------------- | -------------------- | ------- | ------ | ------- | ------- |
| Paulista FC         | 2002               | Série B            | 0       | 0      | —              | —              | —                    | —                    | 15      | 6      | 15      | 6       |
| SE Palmeiras        | 2002               | Série A            | 25      | 5      | 0              | 0              | —                    | —                    | 5       | 3      | 30      | 8       |
| Santos FC           | 2003               | Série A            | 22      | 8      | —              | —              | 13                   | 3                    | 3       | 0      | 38      | 11      |
| RCD Mallorca        | 2003/04            | Primera División   | 29      | 2      | 2              | 0              | 6                    | 0                    | —       | —      | 37      | 2       |
| Deportivo Alavés    | 2004/05            | Segunda División   | 40      | 12     | 0              | 0              | —                    | —                    | —       | —      | 40      | 12      |
| Deportivo Alavés    | 2005/06            | Primera División   | 38      | 9      | 0              | 0              | —                    | —                    | —       | —      | 38      | 9       |
| Deportivo Alavés    | Łącznie            | Łącznie            | 78      | 21     | 0              | 0              | —                    | —                    | —       | —      | 78      | 21      |
| Celta Vigo          | 2006/07            | Primera División   | 38      | 8      | 1              | 0              | 9                    | 1                    | —       | —      | 48      | 9       |
| AS Monaco           | 2007/08            | Ligue 1            | 28      | 5      | 0              | 0              | —                    | —                    | 2       | 2      | 30      | 7       |
| AS Monaco           | 2008/09            | Ligue 1            | 1       | 0      | 0              | 0              | —                    | —                    | —       | —      | 1       | 0       |
| AS Monaco           | 2009/10            | Ligue 1            | 34      | 14     | 6              | 1              | —                    | —                    | 1       | 0      | 41      | 15      |
| AS Monaco           | Łącznie            | Łącznie            | 63      | 19     | 6              | 1              | —                    | —                    | 3       | 2      | 72      | 22      |
| RCD Espanyol (wyp.) | 2008/09            | Primera División   | 35      | 4      | 4              | 0              | —                    | —                    | —       | —      | 39      | 4       |
| Paris Saint-Germain | 2010/11            | Ligue 1            | 35      | 14     | 7              | 2              | 9                    | 4                    | —       | —      | 51      | 20      |
| Paris Saint-Germain | 2011/12            | Ligue 1            | 35      | 21     | 5              | 4              | 7                    | 2                    | —       | —      | 47      | 27      |
| Paris Saint-Germain | 2012/13            | Ligue 1            | 9       | 1      | 1              | 0              | 4                    | 0                    | —       | —      | 14      | 1       |
| Paris Saint-Germain | Łącznie            | Łącznie            | 79      | 36     | 13             | 6              | 20                   | 6                    | —       | —      | 112     | 48      |
| Al-Gharafa          | 2012/13            | Qatar Stars League | 6       | 3      | 0              | 0              | 7                    | 2                    | —       | —      | 13      | 5       |
| Al-Gharafa          | 2013/14            | Qatar Stars League | 23      | 10     | 3              | 0              | —                    | —                    | —       | —      | 26      | 10      |
| Al-Gharafa          | 2014/15            | Qatar Stars League | 14      | 7      | 0              | 0              | —                    | —                    | —       | —      | 14      | 7       |
| Al-Gharafa          | Łącznie            | Łącznie            | 43      | 20     | 3              | 0              | 7                    | 2                    | —       | —      | 54      | 22      |
| West Ham United     | 2014/15            | Premier League     | 8       | 0      | 0              | 0              | —                    | —                    | —       | —      | 8       | 0       |
| CR Vasco da Gama    | 2015               | Série A            | 20      | 9      | 3              | 0              | —                    | —                    | —       | —      | 23      | 9       |
| CR Vasco da Gama    | 2016               | Série B            | 31      | 13     | 7              | 1              | —                    | —                    | 17      | 7      | 55      | 21      |
| CR Vasco da Gama    | 2017               | Série A            | 31      | 5      | 3              | 3              | —                    | —                    | 15      | 3      | 27      | 8       |
| CR Vasco da Gama    | 2018               | Série A            | 0       | 0      | 0              | 0              | —                    | —                    | 2       | 1      | 2       | 1       |
| CR Vasco da Gama    | Łącznie            | Łącznie            | 82      | 27     | 13             | 4              | —                    | —                    | 34      | 11     | 129     | 42      |
| São Paulo FC        | 2018               | Série A            | 35      | 8      | 4              | 2              | 4                    | 0                    | 12      | 2      | 55      | 12      |
| São Paulo FC        | 2019               | Série A            | 2       | 0      | 2              | 0              | 2                    | 0                    | 13      | 1      | 19      | 1       |
| São Paulo FC        | Łącznie            | Łącznie            | 37      | 8      | 6              | 2              | 6                    | 0                    | 25      | 3      | 74      | 13      |
| Fluminense FC       | 2019               | Série A            | 8       | 1      | 0              | 0              | 2                    | 0                    | —       | —      | 10      | 1       |
| Łącznie w karierze  | Łącznie w karierze | Łącznie w karierze | 579     | 185    | 45             | 13             | 63                   | 12                   | 85      | 25     | 745     | 235     |